# Carlos Medlock
Carlos Lorenzo Medlock (Detroit, 22 aprile 1987) è un cestista statunitense.